# Daniel Kandi
Daniel Kandi Andersen (født 29. november 1983) er en dansk uplifting trance-producer og snookerspiller. Han debuterede med nummeret Breathe på det anerkendte engelske pladeselskab Anjunabeats i 2006, og han har siden da remixet for diverse kunstnere, bl.a. Sebastian Brandt.

## Snooker
Kandi er en engageret amatør-snookerspiller, som har vundet DM i snooker fem år i træk fra 2005 til 2009. Den 31. marts 2018 lavede han som den første danske snookerspiller et maksimum break på 147 i en officiel turneringskamp, det skete i første runde ved årets DM mod Bo Jarlstrøm.